# Franz von Mercy

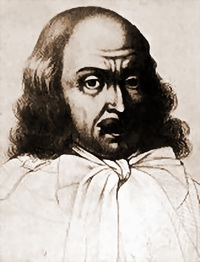
Franz von Mercy

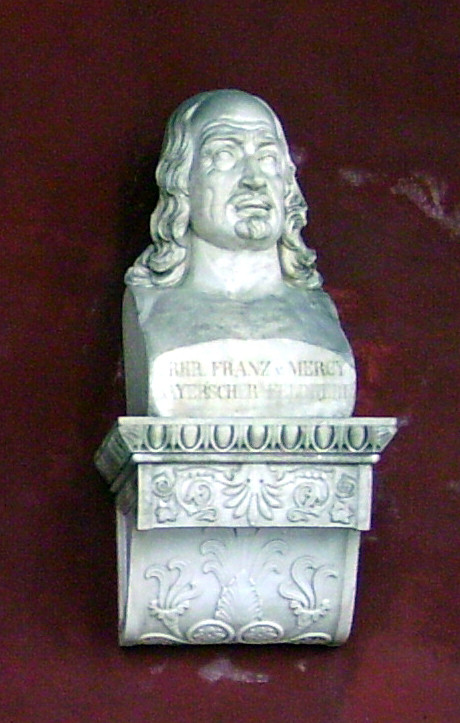
Busto de Mercy en exhibición en el Ruhmeshalle en Múnich.

Franz Freiherr von Mercy (o Merci), Lord de Mandre y Collenburg (fallecido en 1645), fue un general alemán en la Guerra de los Treinta Años. 

## Biografía
Franz von Mercy quién provino de una familia noble de Lorena, nació en Longwy entre los años 1590 y 1598. De 1606 a 1630 fue contratado en el servicio imperial. Por el año último alcanzado un alto rango militar, y después de distinguirse en la primera Batalla de Breitenfeld (1631)  dirigió un regimiento de infantería  en el Rin y defendió Rheinfelden contra los suecos con la mayor valentía, rindiéndose sólo después de resistir cinco meses de asedio. Ahora convertido en un general de caballería con el rango de general-feldwachtmeister, y en 1635, 1636 y 1637 participó en futuras campañas en el Rin y Doubs. 
En septiembre de 1638 el Maximiliano I de Baviera lo ascendió a maestro general de artillería en el ejército de Baviera, ya en entonces el segundo ejército más grande en Alemania. En la próxima campaña fue prácticamente comandante en jefe de los bávaros, y en ocasiones también de un ejército aliado de los imperialistas y los bávaros. Ahora considerado uno de los soldados más importantes en Europa, y fue hecho general mariscal de campo en 1643 cuándo obtuvo su gran victoria sobre el Mariscal francés Josias Rantzau en la Batalla de Tuttlingen (Nov. 24-25), capturando al mariscal y siete mil de sus hombres. 
En el año siguiente, Mercy expulsó a los ejércitos franceses, ahora bajo el cargo de Luis II de Borbón y de Enrique de la Tour. Luchó y al final perdió la desesperada Batalla de Friburgo, pero se vengó en mayo de 1645 por causar a Tour la derrota en la Batalla de Mergentheim (Marienthal). Más tarde, Mercy luchó una vez más contra Luis y Tour, fue muerto el 3 de agosto de 1645 en la Batalla de Nordlingen (o Allerheim) en la crisis del compromiso, la cual, incluso sin el mando de Mercy, quedó casi en empate. En el sitio donde cayó, Luis de Borbón levantó un monumento, con la inscripción Sta viator, heroem calcas.